# Flow la discoteka
Flow la Discoteka es el primer álbum de estudio de DJ Nelson, fue publicado el 12 de octubre de 2004 a través de Flow Music y Universal Music Latino. Participaron distintos productores como Luny Tunes y cantantes como Zion, Daddy Yankee, entre otros.

## Lista de canciones
| N.º      | Título                                                    | Productor(es)     | Duración |  |
| 1.       | «Cochinar» (Cochinola)                                    | Rafy Mercenario   | 3:36     |  |
| 2.       | «Tú no tienes miedo» (Daddy Yankee)                       | DJ Nelson         | 1:20     |  |
| 3.       | «Yo voy a llegar» (Zion)                                  | Luny Tunes        | 3:45     |  |
| 4.       | «Que no pare el bailoteo» (O.G. Black & Master Joe)       | DJ Nelson         | 2:28     |  |
| 5.       | «Esta noche de travesuras» (Héctor el Bambino con Divino) | Luny Tunes, Nely  | 3:32     |  |
| 6.       | «Hay algo en ti» (Instrumental Mix)                       | DJ Nelson         | 3:13     |  |
| 7.       | «Vente vamos a bella^%#...» (Las Guanábanas)              | DJ Giann, Santana | 3:09     |  |
| 8.       | «¿Qué es lo que quiere?» (Tempo)                          | DJ Nelson         | 1:58     |  |
| 9.       | «No me compares» (Zion & Lennox)                          | DJ Giann, Santana | 3:29     |  |
| 10.      | «Nos fuimos hasta abajo» (Daddy Yankee)                   | DJ Nelson         | 1:22     |  |
| 11.      | «Ella es de la calle» (Joan & O'Neill)                    | Luny Tunes, Nesty | 2:43     |  |
| 12.      | «Perreando» (Mix)                                         | DJ Nelson         | 3:49     |  |
| 13.      | «Hace tiempo» (Wibal & Alex)                              | Luny Tunes        | 2:49     |  |
| 14.      | «El Americano loco» (Mix)                                 | DJ Nelson         | 2:20     |  |
| 15.      | «Hasta que amanezca» (Chanteli)                           | DJ Sonic          | 2:57     |  |
| 16.      | «Mami tu quiere» (Andy Boy)                               | Rafy Mercenario   | 5:43     |  |
| 17.      | «Aquí llegó la que le mete flow» (K-Mil)                  | DJ Sonic          | 2:58     |  |
| 18.      | «Muévelo» (Mix)                                           | DJ Memo           | 2:33     |  |
| 19.      | «Cuando mi perra» (Ivy Queen)                             | DJ Sonic          | 2:12     |  |
| 20.      | «Yo voy a llegar (Remix)» (Zion)                          | Nely              | 3:59     |  |
| 21.      | «Noche» (Micky & Tomm)                                    | DJ Sonic          | 2:27     |  |
| 22.      | «El Americano Live» (Interludio)                          | DJ Nelson         | 2:46     |  |
| 23.      | «Tengo un problema» (El Calvo)                            | DJ Sonic          | 3:08     |  |
| 24.      | «Estamos en baja» (Nano MC)                               | DJ Nelson         | 2:48     |  |
| 25.      | «Y escápate» (Aldo & Dandy)                               | DJ Nelson         | 3:25     |  |
| 01:11:55 |                                                           |                   |          |  |

## Posicionamiento en listas
| Listas (2004)                       | Mejor posición |
| ----------------------------------- | -------------- |
| Estados Unidos (Heatseekers Albums) | 30             |
| Estados Unidos (Top Latin Albums)   | 12             |
| Estados Unidos (Tropical Albums)    | 3              |

## Premios y nominaciones
| Año  | Premios            | Categoría            | Resultado |
| ---- | ------------------ | -------------------- | --------- |
| 2006 | Premios Lo Nuestro | Álbum urbano del año | Nominado  |